# Amtsgericht Oschatz
Das Amtsgericht Oschatz war ein Gericht der ordentlichen Gerichtsbarkeit und eines von insgesamt 30 Amtsgerichten im Freistaat Sachsen.

## Gerichtssitz und -bezirk
Der Gerichtsbezirk des Amtsgerichtes Oschatz umfasste aus dem ehemaligen Landkreis Torgau-Oschatz die Gemeinden Cavertitz, Dahlen, Liebschützberg, Mügeln, Naundorf, Oschatz, Sornzig-Ablaß und Wermsdorf (§ 1 Abs. 4, Anlage Nr. 22 Sächsisches Justizgesetz). Das Gericht hatte seinen Sitz in 04758 Oschatz, Brüderstraße 5.

## Organisation
Direktorin des Amtsgerichtes war seit 15. Oktober 2008 Katja Kohlschmid (* 1965). Vorgänger war von 2003 bis 2008 Klaus Denk (* 1958), welcher mittlerweile als Vorsitzender Richter am Oberlandesgericht Dresden (OLG Dresden) tätig ist.

## Übergeordnete Gerichte
Dem Amtsgericht Oschatz war das Landgericht Leipzig unmittelbar übergeordnet. Zuständiges Oberlandesgericht war das OLG Dresden.

## Geschichte
In Oschatz bestand bis 1879 das Gerichtsamt Oschatz als Eingangsgericht und das übergeordnete Bezirksgericht Oschatz. Im Rahmen der Reichsjustizgesetze wurden 1879 im Königreich Sachsen die Gerichtsämter aufgehoben und Amtsgerichte, darunter das Amtsgericht Oschatz, geschaffen. Der Gerichtssprengel umfasste die Stadt Oschatz mit Altoschatz und 78 Landgemeinden zuzüglich Forstrevieren. Das Amtsgericht Oschatz war eines von 15 Amtsgerichten im Bezirk des Landgerichtes Leipzig. 1883 wurde das Amtsgericht Strehla aufgehoben und die Hälfte dessen Sprengels dem Amtsgericht Oschatz zugeordnet. Der Amtsgerichtsbezirk umfasste danach 27.720 Einwohner. Das Gericht hatte damals vier Richterstelle und war damals das zweitgrößte Amtsgericht im Landgerichtsbezirk. Das Amtsgericht Oschaft verfügte auch über eine Strafkammer. Der Amtsgerichtsbezirk bestand aus Oschatz, Altoschatz, Binnewitz, Blotzwitz, Borna, Bornitz, Bucha, Calbitz mit den Bierhäusern, Canitz mit Schwarzroda, Casabra, Clanzschwitz bei Oschatz, Collm, Dahlen mit Zitzen und neuem Anbai, Deutschluppa mit Burg, Ganzig, Gastewitz bei Oschatz, Gaunitz, Goldhausen, Groptitz, Großböhla mit Cölmesmühle, Grubnitz, Hahnefeld, Hof mit Kaßschhäusern und Mühlaue, Hohenwussen, Jahna mit Kratzsch, Kalbitz, Kleinböhla, Kleinforst, Kleinneußlitz, Kleinragewitz, Kötitz (Alt und Neu), Kreina, Kreischa, Lampersdorf, Lampertswalde mit Malken, Leisnitz, Leuben, Liebschütz, Limbach mit Haida, Lonnewitz, Malkwitz, Mannschatz, Mautitz, Merkwitz, Möhla, Nasenberg, Naundorf, Ochsensaal, Panitz, Plotitz, Pulsitz, Radegast, Ragewitz, Raitzen, Rechau, Reppen, Rochzahn, Rosenthal, Saalhausen, Salbitz, Schmannewitz, Schmorkau, Schmorren, Schönnewitz, Seerhausen, Störnewitz, Stauchitz, Stennschütz, Striesa, Terpitz, Thalheim, Wadewitz bei Oschatz, Weichteritz, Wellerswalde, Wendischschluppa, Zeicha, Zeuckritz, Zöschau, Zschöllau und verschiedenen Forstrevieren.
Im Jahre 1943 wurde das Amtsgericht Mügeln aufgehoben, und das Amtsgericht Oschatz übernahm dessen Sprengel. Mit der Verordnung zur Änderung von Gerichtsbezirken im Lande Sachsen vom 5. Mai 1951 wurden die Gerichtsbezirke in der DDR an die Landkreise angepasst. Der Sprengel des Amtsgerichtes Oschatz war damit der Kreis Oschatz. Im Jahr 1952 wurde das Amtsgericht Oschatz aufgelöst. Nun wurden Kreisgerichte als Eingangsgerichte geschaffen, darunter das Kreisgericht Oschatz, welches für den Kreis Oschatz zuständig war. Nach dem Zusammenbruch der DDR wurde mit dem „Gesetz über die Organisation der Gerichte in dem Freistaat Sachsen“ vom 30. Juni 1992 zum 1. Januar 1993 die 1952 aufgehobene, dreistufige Gerichtsstruktur der Ordentlichen Gerichtsbarkeit im Freistaat Sachsen wiederhergestellt. Damit wurde das Kreisgericht Oschatz aufgehoben und das Amtsgericht Oschatz neu gebildet.
Im Rahmen der 2012 zur Umsetzung anstehenden sächsischen Verwaltungs- und Justizreform wurde das Amtsgericht Oschatz zum 31. Dezember 2012 geschlossen. Das Amtsgericht Torgau hat zum 1. Januar 2013 eine Zweigstelle in Oschatz errichtet.

## Gerichtsgebäude
Das Amtsgericht übernahm das um 1850 erbaute Gebäude des Landgerichtes bzw. Gerichtsamtes Oschatz (Brüderstraße 5). Es handelt sich um ein repräsentatives klassizistisches Gebäude mit bauzeitlicher Einfriedung. Der dreigeschossige massive Putzbau mit Putzgliederung, Sandsteingewände und Walmdach mit Schieferdeckung steht aufgrund seiner baugeschichtlichen und ortsgeschichtlichen Bedeutung unter Denkmalschutz.

## Richter
- Eduard Giese